# Duban (cratère)
Pour les articles homonymes, voir Duban.

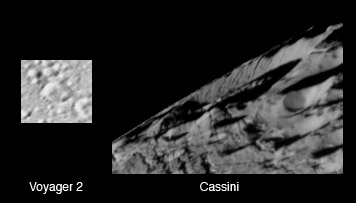
Vues de Duban par Voyager 2 et Cassini.

Duban est un cratère d'impact de l’hémisphère nord d'Encelade, une lune de Saturne. Duban a été vu pour la première fois sur des images de Voyager 2, mais le cratère a également été vu sur des images de bien meilleure résolution de Cassini. Il est situé à 58,07° N, 281,26° O et fait 18,73 kilomètres de diamètre. Sur l'image de Cassini, des signes de déformation tectonique importante peuvent être observés le long du bord nord-ouest du cratère. 
Duban porte le nom d'un sage qui a guéri le roi Yunan de la lèpre, dans Les Mille et Une Nuits.